# 伊藤健三
伊藤 健三（いとう けんぞう、1955年7月8日 - ）は、NHKのエグゼクティブアナウンサー。

## 人物
香川県立高松高等学校、早稲田大学卒業後、1979年入局。鉄道・航空機などをはじめとする乗り物を趣味としており、これらに関する著書も出版している。

### 東日本大震災発生時のエピソード
2011年3月11日の東北地方太平洋沖地震（東日本大震災）発生時には、東京・渋谷のニュースセンターから、およそ100秒間、NHK全波一斉の緊急放送第一報を伝えた。
2011年3月11日14時46分（JST）、気象庁から緊急地震速報が発令された時、総合テレビでは国会中継（第177回国会・参議院決算委員会・平成21年度決算決議）の放送中であった。当時中継を担当していた佐藤龍文が緊急地震速報が出された旨や参議院第一委員会室内での揺れの様子等を伝えた。このとき宮城県北部（宮城県栗原市）で震度7（第一報では6強）を観測し『最大震度6弱以上の地震が発生した場合』に該当したため、国会中継を直ちに中断、緊急放送開始のチャイムが送出されるとともに全波一斉体制（八波全中）に移行。テレビでは東京・渋谷のニューススタジオへ映像が切り替わった。スタジオでも激しい揺れで機材が大きく音を立てる中、伊藤が各地の震度など第一報を伝え、視聴者・聴取者に落ち着いて行動するよう呼びかけた。ニュースセンターのある東京都渋谷区では震度5弱の揺れを観測し、NHK放送センターの他スタジオでは照明が落下する等の被害もあったという。その後大津波警報が発表されて津波情報を含む臨時ニュースとなり、緊急警報放送の開始信号送出を挟んで、平日11時〜18時の総合テレビNHKニュース担当（当時）である横尾泰輔に引き継いだ。

## 担当番組
- 株式市況 (合成音声、大阪局時代から）
- FMリクエストアワー（青森局）
- ラジオ深夜便第2・4月曜日アンカー（2011年4月12日 - 2013年3月25日　本来は3月28日からの出演予定だったが、仙台で東日本大震災関連番組の放送に携わっていたため、出演が延期された[5]）
- YS-11飛び続ける国産の翼（1996年7月19日 BS2　企画･ロケ取材も兼ねる）
- NHKジャーナル（2010年9月27日 - 9月28日、山口勝の代理）
- 私も一言!夕方ニュース（2011年9月5日 - 7日、伊藤博英の代理）
- 名曲リサイタル（ - 2012年3月、FM、司会）
- 100分de名著「徒然草」（2012年1月、語り）
- 懐かしのポップストップ10（2013年5月16日、司会）
- BSニュース
- N響定期公演
- NHKけさのニュース (2019年4月- 2022年4月)日曜日担当
- 日曜日午前9時～11時までの定時のラジオニュース[6]

## 著書
- 『路面電車はゆく　高知』（1998年10月、共著、高知新聞社）ISBN 4875032684

## その他
- 第65回正倉院展　正倉院フォーラム2013東京　司会進行（2013年9月28日）